# شانه‌موش خوخوی
شانه‌موش خوخوی (نام علمی: Ctenomys juris) نام یک گونه از سرده شانه‌موش است.